# ランナウェイ (1977年の映画)
ランナウェイ（Thunder and Lightning)は、1977年に公開されたアクションコメディ映画。
監督コーリイ・アレン。出演デビッド・キャラダイン、ケイト・ジャクソン。

## あらすじ
ジョージア州のソフトドリンク製造会社の経営者ハニカットには密造酒の製造者という一面があった。ある朝彼は兄のジェークら仲間を使って河川地帯にある同業者を襲う。ハニカットの娘ナンシーの恋人である密造酒製造者のハーレーはたまたま近くに居合わせており、その同業者たちを救出する。
ナンシーとデートに行った帰り、ハーレーはナンシーから密造から引退し、父のソフトドリンク工場で働くことを勧める。その際、ハーレーはジェークに出会うが、彼が犯人の一人だと知るや否や、ハニカットの車を破壊するという嫌がらせに出る。
翌日、ハーレーは得意先である酒場の主人に酒の配達が遅れたことを詫びに行ったところ、「これから組織から買うよ」と取引を打ち切られてしまう。その直後、ハーレーはハニカットの子分たちに連行されるも、なんとか逃げ延び、ナンシーからハニカットの正体を知らされる。
同じころ、ナンシーは工場から粗悪な酒が出荷されることに気づき、ハーレーに知らせようとしたところを捕らえられる。また、ハーレーも工場から砂糖を盗みに来たところを捕らえられ、最終的にナンシーとともに工場から逃げ出す。
そしてハニカットは、ハーレーとナンシー、ハニカットを狙っていたヤクザが放った刺客、さらには事態に気づいた警察によって追われる身となり、最終的には警察に逮捕される。

## キャスト
| 役名        | 俳優                   | 日本語吹替 |
| 役名        | 俳優                   | 日本テレビ版 |
| ----------- | ---------------------- | --- |
| ハーレー    | デビッド・キャラダイン | 仲木隆司 |
| ナンシー    | ケイト・ジャクソン     | 麻志奈純子 |
| ハニカット  | ロジャー・C・カーメル  | 山内雅人 |
| 不明 その他 |                        | 石田太郎 青野武 塩島昭彦 村越伊知郎 鎗田順吉 富田仲次郎 矢田稔 嶋俊介 亀井三郎 有馬瑞子 片岡富枝 肝付兼太 平林尚三 鈴木誠一 細井重之 兼本新吾 |
|             |                        | |
| 演出        | 演出                   | 長野武二郎 |
| 翻訳        | 翻訳                   | 大野隆一 |
| 効果        | 効果                   | 南部満治 |
| 調整        | 調整                   | 金谷和美 |
| 制作        | 制作                   | コスモプロモーション |
| 解説        | 解説                   | 水野晴郎 |
| 初回放送    | 初回放送               | 1979年6月20日 『水曜ロードショー』 |